# پری (ویرجینیای غربی)
پری (به انگلیسی: Perry) یک منطقهٔ مسکونی در ایالات متحده آمریکا است که در شهرستان هاردی، ویرجینیای غربی واقع شده‌است.